# Georg Paijkull
Georg (försvenskat Göran) Paijkull, född 2 maj 1605 i  Reval, död 1 februari 1657 i Stockholm, var ett svensk friherre och riksråd.
Paijkull, som var son till Jurgen Claesson Paijkull och Margareta von Treijden, kämpade som ung i Gustav II Adolfs här, och deltog i flera slag. Paijkull befordrades genom graderna till överste och insattes 1642 som kommendant på det erövrade Olmütz. Här förde han ett hårt regemente; lät bland annat halshugga 28 borgare som förhandlat med kejsaren, och lät anstiftaren till förhandlingarna sönderslitas av hästar. År 1647 befordrades han till generalmajor, och deltog 1648 i erövringen av Prag. År 1651 utnämndes Paijkull till generallöjtnant, assessor i krigskollegium och friherre. År 1652 förordnades han till krigsråd och guvernör i Wismar och upphöjdes 1654 till riksråd.
Då Paijkull blev friherre, erhöll han som friherreskap 82 1/4 hemman i Wörå socken i Österbotten och skrev sig till Wöråborg samt herre till Ignets, Ferna, Willajacke, Skällnörö och Thalbo. I friherrebrevet står att han; "... förhållit sig tappert och manligen som en trogen och oförskräckt krigare; enkannerligen har han hollit oss til handa fästningen Olmitz i Mehren, vårt krigsväsende i Tyskland och särdeles i de keyserliga arfländerne til styrkio, der han fast i tu åhr af fienden blocquerad och belägrad, honom åtskilliga resor afslagit och repouserat hafwer." Han begravdes i Uppsala domkyrka. 
Georg Paijkull var gift med Sigrid Horn, dotter till riksrådet, friherre Claes Christersson Horn. Hon blev sedan omgift med riksrådet och kanslirådet Peder Sparre. Enda sonen Georg Carl, kammarherre hos änkedrottningen samt ryttmästare vid Livregementet, stupade som ogift i slaget vid Lund 1676 och slöt därmed denna friherrliga ätt.